# MILF of Norway
MILF of Norway är en norsk komediserie vars första säsong består av åtta avsnitt och som hade premiär på strömningstjänsten Max den 21 maj 2024. Serien är regisserad av Rune Langlo.

## Handling
Serien kretsar kring Lene, en kvinna i 40-årsåldern, hennes make och deras tonårsson. Gnistan i Lenes äktenskap har falnat och när hon förlorar sitt jobb vet hon inte vad hon ska göra. På fyllan lägger hon upp en lättklädd bild på sig själv iförd en folkdräkt på webbsidan InsideFans. Lene inser snabbt att det finns en nischad publik som är sugen på mer och är villig att betala för det.

## Rollista (i urval)
- Mariann Hole – Lene
- Trond Fausa Aurvåg – Lars
- Fridtjof Beer Roland – Mons